# Gerard Washnitzer
Gerard Washnitzer (Nova Iorque,  – 2 de abril de 2017) foi um matemático estadunidense.